# Cáncer de pulmón en pacientes no fumadores
El cáncer de pulmón es el conjunto de enfermedades resultantes del crecimiento maligno de células del tejido pulmonar. Es causado por la exposición a agentes nocivos que generan cambios en el ADN, acumulándose progresivamente alteraciones genéticas.
Sin embargo, aunque es uno de los tipos de cáncer más frecuentes está poco caracterizado a nivel genómico y todavía menos en el caso de pacientes que lo padecen pero no han estado expuestos a factores agravantes como es el humo del tabaco.
Es decir, se plantea la posibilidad de la presencia de genes alterados que se encuentren directamente ligados a la presencia del cáncer y por lo tanto, que el cáncer de pulmón puede generarse no solo por factores ambientales, sino también tener un condicionante genético.

## Clasificación del cáncer de pulmón en pacientes no fumadores.
A nivel genético, una de las características remarcables en los pacientes con cáncer de pulmón es la presencia de variaciones del número de copias a nivel somático (SNCAs). Esto permite hacer una clasificación:
- Piano: Pacientes con pocas alteraciones SNCAs. Los genes mutados mayoritariamente van a ser UBA1, p53 y genes de la ruta RKT-Ras.
- Mezzo-forte: Pacientes con alteraciones a nivel del brazo cromosomal. Las modificaciones mayoritarias se dan en EGFR y K-Ras.
- Forte: Pacientes que presentan duplicaciones del genoma completo. Las modificaciones se dan mayoritariamente en p53.

## Evolución y prevalencia.
La evolución de este tipo de cáncer va a ser diferente según el subtipo en el que nos encontremos, pues las diferentes modificaciones al genoma van a poder ser observadas a nivel fenotípico a corto plazo si se tratan de tu pacientes con duplicaciones en todo el genoma (Forte) o en brazos cromosomales (Mezzo-forte). Sin embargo, cuando las alteraciones son limitadas, va a ser más difícil identificar la causa del tumor y también se expresará menos.
Un factor a tener en cuenta es la longitud de los telómeros de los cromosomas de estos pacientes. Pues modificaciones y alteraciones significativas generarán que estas células alteradas tengan gran actividad por el hecho de ser tumorigénicas. Sin embargo, los telómeros de los cromosomas de los pacientes piano van a ser largos, se activan poco y van a poder vincularse incluso con células madre adultas que estaban en estado de reposo y salen de él para generar el cáncer.